# The Essential Bob Dylan
The Essential Bob Dylan è una raccolta di canzoni di Bob Dylan, pubblicata su doppio CD nell'ottobre del 2000, come parte della serie "The Essential" della Columbia Records dedicata ai maggiori artisti della compagnia.
The Essential Bob Dylan spazia da Blowin' In The Wind del 1963 (presa da The Freewheelin' Bob Dylan) a Things Have Changed del 1999 (brano che valse il premio Oscar a Dylan, per la colonna sonora del film Wonder Boys).
Le vendite di questa ennesima raccolta di successi sono state soddisfacenti, raggiungendo la posizione numero 67 in classifica negli Stati Uniti, e la posizione numero 9 in Gran Bretagna.

## Tracce

### CD 1
1. Blowin' in the Wind
2. Don't Think Twice, It's All Right
3. The Times They Are a-Changin'
4. It Ain't Me, Babe
5. Maggie's Farm
6. It's All Over Now, Baby Blue
7. Mr. Tambourine Man
8. Subterranean Homesick Blues
9. Like a Rolling Stone
10. Positively 4th Street
11. I Want You
12. Just Like a Woman
13. Rainy Day Women #12 & 35
14. All Along the Watchtower
15. Quinn the Eskimo (Mighty Quinn)
16. I'll Be Your Baby Tonight

### CD 2
1. Lay, Lady, Lay
2. If Not for You
3. I Shall Be Released
4. You Ain't Goin' Nowhere
5. Knockin' on Heaven's Door
6. Forever Young
7. Tangled Up in Blue
8. Shelter from the Storm
9. Hurricane
10. Gotta Serve Somebody
11. Jokerman
12. Silvio
13. Everything Is Broken
14. Not Dark Yet
15. Things Have Changed

### CD 3 (The Essential 3.0 Bob DylanEdition, Ottobre 2009)
1. Thunder on the Mountain
2. Mississippi
3. Blind Willie McTell
4. Make You Feel My Love
5. Beyond Here Lies Nothin'
6. Dark Eyes